# Nischni Reutez
Nischni Reutez (russisch Нижний Реутец) ist ein Dorf (selo) in der Oblast Kursk in Russland. Es gehört zum Rajon Medwenka und ist Sitz der Landgemeinde (selskoje posselenije) Nischnereuttschanski selsowjet.

## Geographie
Der Ort liegt gut 38 km Luftlinie südwestlich des Oblastverwaltungszentrums Kursk im südwestlichen Teil der Mittelrussischen Platte, 6,5 km südwestlich des Rajonverwaltungszentrums Medwenka, 57 km von der Grenze zwischen Russland und der Ukraine, am Fluss Reutez (Nebenfluss des Reut im Becken des Seim).

### Klima
Das Klima im Ort ist wie im Rest des Rajons kalt und gemäßigt. Es gibt während des Jahres eine erhebliche Niederschlagsmenge. Dfb lautet die Klassifikation des Klimas nach Köppen und Geiger.

## Bevölkerungsentwicklung
| Jahr | Einwohner |
| ---- | --------- |
| 2002 | 449       |
| 2010 | ▼423      |

Anmerkung: Volkszählungsdaten

## Verkehr
Nischni Reutez liegt 8 km von der Fernstraße föderaler Bedeutung M2 „Krim“ (ein Teil der Europastraße E105), an den Straßen interkommunaler Bedeutung 38N-185 (M2 „Krim“ – Gachowo), 38N-186 (38N-185 – Alexandrowka), 38N-187 (38N-186 – der Nachlass des Schriftstellers K.D. Worobjow) und 38N-190 (38N-185 – Iljitschowski), 30 km vor nächsten Ausweichstelle und Eisenbahnhaltestelle 454 km (Eisenbahnstrecke Lgow-Kijewskij – Kursk) entfernt.
Der Ort liegt 89 km vom internationalen Flughafen von Belgorod entfernt.

## Geboren im Dorf
- Konstantin Dmitrijewitsch Worobjow (1919–1975), sowjetischer Schriftsteller